# Joachim Blechschmidt
Joachim Blechschmidt (28 de dezembro de 1912 – 13 de julho de 1943) foi um oficial alemão que serviu durante a Segunda Guerra Mundial. Foi condecorado com a Cruz de Cavaleiro da Cruz de Ferro.
A sua biografia e a sua carreira militar podem ser encontradas na wikipedia inglesa.

## Condecorações
| Cruz de Ferro 2ª Classe                                |
| Cruz de Ferro 1ª Classe                                |
| Cruz de Cavaleiro da Cruz de Ferro 17 de março de 1943 |